# K-wagen
K-Panzerkampfwagen, neboli Großkampfwagen, byl německý supertěžký tank, který vznikl na jaře 1917. Tým vedený Ing. Vollmerem a kpt. Wegerem dokončil konstrukci dvou prototypů těsně po konci první světové války. Původní hmotnost tanku měla být okolo 165 tun, nakonec byla zredukována na 120 tun.

## Parametry
- posádka - 27 lidí
- hmotnost - 120 tun
- výzbroj - 4 kanóny a 7 kulometů
- pohon - dva 6 válcové motory Diesel